# Black Isle Brewery
Black Isle Brewery Ltd, bryggeri i Munlochy, Ross-shire, Storbritannien. Bryggeriet invigdes 1988.

## Exempel på varumärken
- Yellowhammer
- Red Kite
- Hibernator Wheat Beer